# Аньєр (Па-де-Кале)
Аньє́р (фр. Agnières) — муніципалітет у Франції, у регіоні О-де-Франс, департамент Па-де-Кале. Населення — 255 осіб (01.01.2021).
Муніципалітет розташований на відстані близько 170 км на північ від Парижа, 50 км на південний захід від Лілля, 15 км на північний захід від Арраса.

## Демографія
Динаміка населення (base Cassini de l'EHESS pour les nombres retenus jusque 1962, base Insee à partir de 1968 (population sans doubles comptes puis population municipale à partir de 2006) ·  ):

## Економіка
2010 року серед 158 осіб працездатного віку (15—64 років) 112 були активними, 46 — неактивними (показник активності 70,9%, у 1999 році було 63,5%). З 112 активних мешканців працювало 107 осіб (58 чоловіків та 49 жінок), безробітними було 5 (0 чоловіків та 5 жінок). Серед 46 неактивних 15 осіб було учнями чи студентами, 17 — пенсіонерами, 14 були неактивними з інших причин.

У 2010 році в муніципалітеті числилось 88 оподаткованих домогосподарств, у яких проживали 242,5 особи, медіана доходів виносила 22 597 євро на одного особоспоживача